# Le Café des jours heureux
Albums par Les Hurlements d'Léo
La Belle Affaire
(2001)
Le Café des jours heureux est le premier album studio du groupe Les Hurlements d'Léo, sorti en 1998.

## Description
L'album, décrit par Le Figaroscope comme « aussi urgent que la plus pressée des chansons de Mano Solo, sans le côté angoissé, et festif comme un baroud d'honneur de Louise Attaque » est d'abord auto-produit par le groupe qui espère en vendre 800 exemplaires pour rentrer dans ses frais. Vendu à 20 000 exemplaires dès les premières années, le chiffre total des ventes atteint 50 000 exemplaires en 2017.
En 2017, le groupe réédite une version en vinyle à l'occasion des 20 ans de l'album. 

## Titres
| 1.    | La Der des der                                     | 2:44 |
| 2.    | Louise                                             | 4:33 |
| 3.    | Le P'tit monsieur en gris                          | 3:29 |
| 4.    | Fabulous and luxury holidays for todos in Barbados | 3:55 |
| 5.    | La Nuit, le Jour                                   | 2:18 |
| 6.    | Au 39                                              | 2:27 |
| 7.    | L'Accordéoniste                                    | 3:02 |
| 8.    | Une danseuse                                       | 3:55 |
| 9.    | La piave                                           | 3:43 |
| 10.   | La Vie du quartier                                 | 2:49 |
| 11.   | Une corde et du papier                             | 3:01 |
| 35:00 |                                                    |      |